# El fragor del día
El fragor del día es una novela de la angloirlandesa Elizabeth Bowen, publicada por primera vez en 1948 en el Reino Unido y en 1949 en los Estados Unidos.
El fragor del día gira en torno a la relación entre Stella Rodney y su amante Robert Kelway, con la presencia entrometida de Harrison en los tensos años posteriores al Blitz en Londres. Harrison, un agente de la inteligencia británica que está convencido de que Robert es un espía alemán, utiliza este conocimiento para interponerse entre los dos amantes y, en última instancia, neutralizar a Robert. Stella se encuentra atrapada entre el espía y el contraespía. La narrativa revela el "entretejido inextricable de lo individual y lo nacional, lo personal y lo político".

## Trama
La novela comienza en plena Segunda Guerra Mundial, en un parque de Londres donde se celebra un concierto, al cual asisten Louie, una joven cuyo marido está luchando en la guerra, y Harrison, un contraespía inglés. Louie intenta coquetear con Harrison, quien la rechaza severamente. Después del concierto, Harrison va al piso alquilado por Stella Rodney, una mujer de mediana edad que trabaja para el gobierno. Harrison está enamorado de Stella y la ha estado persiguiendo durante años. Stella está enamorada de otro hombre, Robert Kelway. Harrison ahora le cuenta a Stella sus sospechas de que Robert sea un espía del gobierno alemán. Él promete no denunciar a Robert ante el gobierno si ella deja a Robert para convertirse en su amante.
Stella rechaza la oferta de Harrison pero considera las posibilidades. Su hijo, Roderick, la visita cuando está de permiso de su entrenamiento militar. La novela cuenta cómo Roderick había heredado Mount Morris, la finca irlandesa propiedad del primo de su padre, Francis. Francis, un hombre anciano y rico, había muerto mientras visitaba a su esposa, Nettie, en un hogar para enfermos mentales. Fue en el funeral de Francis donde Stella conoció a Harrison, quien decía ser amigo de Francis.
Stella continúa su relación con Robert, conoce a su excéntrica familia y mantiene a raya a Harrison. Finalmente se va a Irlanda para visitar Mount Morris y ocuparse de los asuntos de Roderick. Su tiempo allí le recuerda su juventud, cuando estuvo casada con el padre de Roderick, luego se divorciaron. Stella decide preguntarle a Robert sobre las acusaciones de Harrison. En Inglaterra, Robert niega las acusaciones y reprende a Stella por desconfiar de él. Luego le propone casarse.
Roderick visita a su prima Nettie para saber si quiere regresar a Mount Morris. Nettie muestra una presencia de ánimo sorprendentemente sólida, y revela que ha fingido una enfermedad mental para vivir la vida en sus propios términos. También le dice a Roderick que, contrariamente a la creencia universal, Stella no había iniciado su divorcio. El padre de Roderick había iniciado el proceso después de enamorarse de una enfermera del ejército. Roderick confronta a su madre con esta información, a lo que ella responde que todos siempre han asumido que ella era la culpable. Una llamada telefónica de Harrison interrumpe la conversación y Stella acepta su invitación a cenar para evitar a su hijo.
Durante la cena, Stella, sorprendida, habla con Harrison sobre su pasado. Ella admite que mintió sobre su papel en el divorcio para evitar que otras personas pensaran en ella como la tonta de su marido. Harrison revela que sabe que Stella le contó a Robert sobre él. Él le dice que ahora tiene que arrestar a Robert. Antes de que Stella pueda responder, Louie se da cuenta de Harrison e interrumpe su conversación. Stella aprovecha la oportunidad para burlarse indirectamente de Harrison. Ella parece herir sus sentimientos, y cuando implícitamente se ofrece a tener relaciones sexuales con él para prolongar la vida de Robert, él se niega.
Poco a poco, Robert se da cuenta de que el gobierno se está acercando a él. Acude a Stella para confesarle sus mentiras. Admite que espía para la Alemania nazi y explica que la libertad no proporciona a la humanidad más que la oportunidad de destruirse a sí misma. Stella siente repulsión por sus creencias, pero lo ama demasiado como para abandonarlo. Robert le dice que debe irse antes de que lleguen a odiarse y se suicida arrojándose desde el tejado del edificio de Stella.
La narración ofrece una amplia visión de los dos años siguientes de la guerra. Roderick decide no saber más sobre su padre y, en cambio, decide vivir en paz en Mount Morris. Harrison visita a Stella nuevamente durante otro bombardeo, donde ella parece decepcionarlo suavemente. Él le dice que su nombre es Robert, la resolución de su relación queda ambigua. Louie queda embarazada en el curso de sus relaciones extramatrimoniales, pero su marido muere en acción sin saberlo. Louie deja Londres para dar a luz a su hijo, se retira con él a su ciudad natal, con la intención de criarlo como si fuera el hijo de su heroico marido.

## Personajes

### Personajes principales
Stella Rodney: Stella es la protagonista de la novela, una mujer atractiva, sofisticada e independiente. Es de mediana edad, pero también "parece joven, sobre todo por la impresión que daba de estar todavía en términos felices y sensuales con la vida". Trabaja para una agencia gubernamental llamada XYD, y la naturaleza delicada de su trabajo la lleva a ser cautelosa. No es curiosa porque no quiere responder preguntas ella misma. Su patriotismo está determinado por el hecho de que sus hermanos murieron sirviendo en la Primera Guerra Mundial. Stella tiene claros prejuicios de clase, ya que desciende de la nobleza (ahora sin terratenientes).
Robert Kelway: Robert es un hombre atractivo de unos treinta y tantos años que permanece en Londres durante la guerra tras ser herido en la batalla de Dunkerque. Cojea por esta herida, pero sólo cuando se siente "como un hombre herido". Su identidad está en constante cambio a lo largo de la novela a medida que se desarrolla la investigación de Stella sobre su potencial espionaje. Las simpatías fascistas de Robert se deben a una combinación de sus heridas en Dunkerque y su crecimiento bajo el gobierno de su madre autoritaria y el ejemplo de su padre castrado.
Harrison: Harrison es un contraespía de Inglaterra. Sus ojos se describen como desiguales, por lo que da la extraña impresión de mirar a las personas con ambos ojos separados a la vez, o de mirarlas dos veces. Es un hombre tranquilo, y su "idiotez emocional"  lo lleva a hacer declaraciones incómodas y descaradas a través del doble lenguaje velado de espías y contraespías. Considera que "ningún comportamiento está separado del motivo, y cualquier motivo vale la pena de ser examinando dos veces. "  Al final de la novela, revela que su nombre es Robert.
Roderick Rodney: Roderick es el hijo de Stella. Es un joven soldado, pero todavía está en Inglaterra, entrenando, durante la mayor parte de la novela. Roderick se convierte en soldado porque eso es lo que hacen los jóvenes de su época, más que por un fervor patriótico particular. A Stella le preocupa que esté demasiado distante emocionalmente y, de hecho, no hace ningún esfuerzo por mantener una relación emocional con nadie más que con su madre, con la excepción de su amigo Fred, un compañero soldado (a quien vemos sólo brevemente en un andén de tren cerca del final de la novela), por quien Roderick demuestra una devoción casi de adoración al héroe.
Louie Lewis: Louie es una mujer de clase trabajadora de veintisiete años que busca un modelo en el que basar su vida. Está sola en Londres: su marido, Tom, está en guerra y sus padres murieron a causa de una bomba en su ciudad natal, Seale-on-Sea. Coqueta, voluble y crédula, Louie busca constantemente el contacto humano como medio para formar su propia identidad.

### Personajes secundarios
Connie: la mejor amiga de Louie y una ávida y sospechosa lectora de periódicos.
Ernestine Kelway: la locuaz y ocupada hermana viuda de Robert
Prima Nettie: la viuda del primo Francis, que finge estar loca para poder vivir en el exilio en el manicomio Wisteria Lodge en lugar de regresar a la casa de su difunto marido.
Coronel Pole: uno de los ex suegros separados de Stella, doliente en el funeral del primo Francis.

### Personajes ausentes
Primo Francis: irlandés muerto que legó su hogar ancestral a Roderick
Fred: el mejor amigo y compañero soldado de Roderick (que aparece brevemente cerca del final)
Tom: El marido de Louie, que estuvo en guerra durante la mayor parte del libro, muere al final.
Víctor: El padre de Roderick, herido en la Primera Guerra Mundial. Deja a Stella por su enfermera.

## Paralelismo de personajes

### Stella and Louie
Stella y Louie son mujeres desplazadas en Londres. Louie es de Seale-on-Sea y sólo vino a Londres para estar con su marido, que ahora está en guerra. Stella alquila sus pisos y todos sus muebles, no tiene un lugar al que llamar suyo, ni un hogar permanente, ni siquiera ninguna cosa (todos sus muebles, etc., están almacenados en alguna parte).
Ambas están dispuestos a tener relaciones sexuales fuera de sus relaciones monógamas por el bien de la monogamia. Louie continúa con sus aventuras adúlteras porque se siente más cercana a su marido con cualquier hombre. Stella finalmente se ofrece sexualmente a Harrison para intentar proteger al hombre que realmente ama, Robert.
Ambas son madres que mienten a sus hijos sobre sus padres. En ambos casos, la madre hace que el padre parezca mejor de lo que es. Sin embargo, Louie también se ve mejor al afirmar que el padre de Thomas Victor es su marido, mientras que Stella acepta la culpa por el adulterio que no cometió al mentirle a su hijo. Que esto la haga parecer peor o no es una cuestión de perspectiva: sí, parece culpable, pero rechaza el papel de esposa victimizada (que realmente es).

### Robert y Harrison
Ambos se sienten atraídos por Stella, y su competencia simultánea por su persona (sexual y psicológicamente) es fundamental para la trama.
Ambos están involucrados en el espionaje, Robert es un espía nazi y Harrison es un contraespía de Inglaterra. Además, ambos están traicionando a su país de origen: Robert al espiar para Alemania y Harrison al intentar comprar los favores sexuales de Stella con su influencia como contraespía.
Harrison tiene una mirada desigual con sus ojos desequilibrados; Robert tiene un andar desigual debido a su cojera.
Ambos se llaman Roberto.
Ninguno de los dos tiene un hogar adecuado, y adónde van cuando no están con Stella es un misterio. Maud Ellmann sostiene que esto significa que ninguno de los dos es un "personaje" adecuado según los estándares del realismo, un movimiento deliberado por parte de Bowen.

### Roderick y Robert
Ambos son hombres a los que Stella ama, uno como hijo y el otro como amante.
Tienen nombres que suenan muy similares: en el funeral del primo Francis, el coronel Pole llama accidentalmente a Roderick Robert.
Roderick se parece "más a él mismo"  con la bata de Robert.
Robert cree en el fascismo porque cree que la gente no puede soportar la libertad. Roderick acepta con entusiasmo su destino de ser terrateniente en Mount Morris, y Stella se siente aliviada de que su hijo tenga ese guion preparado para él en lugar de ser libre para no ser nada.

### La prima Nettie y Robert
Ambos provienen de casas que los afectan negativamente: la prima Nettie de Mount Morris, donde generaciones de mujeres angloirlandesas se volvieron locas o casi locas, y Robert de Holme Dene, una "casa devoradora de hombres".
Ambos viven vidas engañosas, Robert como un espía alemán en Londres y la prima Nettie como una mujer cuerda que finge locura.
Ambos intentan establecer identidades de género rechazando ciertos roles de género. Robert no honra a su patria ni dirige una casa, pero le dice a Stella que ser un espía en secreto lo convierte en un hombre nuevamente, lo que significa que es un hombre, pero solo en secreto. La prima Nettie intenta y fracasa en ser una esposa adecuada para Francis, y sólo puede sentar cabeza y establecer su propio espacio doméstico fingiendo locura y abandonando su casa matrimonial para siempre.

## Temas principales

### Tiempo
El tiempo es esencial en la novela y su presencia se manifiesta de diversas formas. Como localización temporal general de los acontecimientos, el presente está determinado por el estallido de la guerra en la vida de los personajes y es entendido, en ese contexto, como una ruptura entre el pasado y el futuro: "el vacío en cuanto al futuro fue compensado por el vacío en cuanto al pasado." 
El tiempo también aparece en primer plano en un sentido existencial, particularmente en relación con Stella y Roderick. Stella está constantemente en conflicto porque "la conexión fatal entre el pasado y el futuro se rompió antes de su tiempo. Fue Stella, su generación, quien rompió el vínculo". Una vez que se entera de que heredará Mount Morris, Roderick aparece a menudo planificando, discutiendo o simplemente reflexionando sobre su propio futuro en la casa. Finalmente, la novela se cierra con una proyección hacia el futuro después de que nazca el hijo de Louie y la guerra termine: "el futuro inglés proyectado y el futuro irlandés rechazado [están] ambos figurados como pacíficos en la figura repetida de los tres cisnes".
Finalmente, el tiempo pasa a primer plano en la materialización de los acontecimientos de la vida diaria. Los personajes suelen tener poco tiempo en las calles y, especialmente para aquellos involucrados en actividades de espionaje y conspiración, cada minuto es esencial. En consecuencia, existen varios pasajes en los que varios personajes (Stella, Harrison, Louie y Roderick entre otros) expresan su reticencia a perder el tiempo o se les escucha discutir ese concepto. También hay que señalar que el tiempo se mide meticulosamente durante las reuniones de Stella con Harrison.

### Identidad
La novela "trabaja hacia una afirmación de la indecidibilidad de la identidad", que se explora desde varios ángulos. Evidentemente, cada personaje que desempeña un papel de espía en la novela presenta al menos una identidad de dos caras. Además, Stella y Louie están minuciosamente preocupadas por su propia imagen y se preguntan constantemente cómo los perciben los demás: la novela "se rige por una metafísica casi berkeleyana, en la que eres lo que se percibe que eres". Por su parte, Roderick cambia y se vuelve más maduro y responsable después de heredar Mount Morris. La exploración de Stella sobre la identidad de Robert, uno de los pilares narrativos de la trama, permanece abierta hasta inmediatamente antes de su muerte, donde finalmente revela sus opiniones políticas y su filosofía de vida.

### Libertad
La ansiedad de Stella por su propia libertad determina gran parte de sus acciones y pensamientos. Engatusada por Harrison para exponer a Robert, queda atrapada en un complot que invade su libertad, decida entregarlo o no. Además, las opiniones fascistas de Robert sobre la libertad niegan la posibilidad de la libertad individual: “¿Quién podría querer ser libre cuando puede ser fuerte? ¡Libertad, qué parloteo de esclavos!... Debemos tener ley, si es necesario, que nos doblegue'”.

### Nación
La idea de Gran Bretaña se vuelve prominente (normalmente en relación con la guerra) sobre todo cuando se la ve desde fuera del campo. Los personajes que abandonan la ciudad para ir a Mount Morris, en Irlanda, o a Holme Dene, en las Midlands, piensan en su país en términos bastante sombríos. A excepción de los informes proporcionados por la narración, las consecuencias de la guerra en el país también se ven principalmente desde fuera. A primera vista, Londres durante el Blitz no se caracterizó particularmente por fuertes manifestaciones de nacionalismo; en cambio, la vida presente se celebra por la inminencia de la posibilidad de morir durante los bombardeos. Sin embargo, las acciones de los dos personajes masculinos principales parecen estar motivadas por su relación con la nación. Mientras Harrison intenta poner fin al acto de traición al país de Robert, este último desprecia el nacionalismo y el orgullo nacional como motivo para luchar en la guerra: “¿Qué quieres decir? ¿País?⎯no quedan más países; nada más que nombres”.

### Conocimiento
La novela plantea cuestiones generales como si uno puede conocer completamente a alguien o no y si dos personas pueden conocer a una tercera exactamente de la misma manera, como lo ilustra el triángulo Stella-Robert-Harrison. En concreto, una de las principales tensiones del libro reside en el grado de conocimiento que cada uno de los personajes masculinos puede tener o no sobre el otro, utilizando a Stella como intermediaria: "'Si te refieres a Robert', dijo, "él no te conoce'. "  La propaganda juega un papel esencial en el libro, así como la revelación de las identidades ocultas de los espías y agentes de inteligencia. Por su parte, Stella también está preocupada por su progresivo desapego de su hijo Roderick y comienza a preguntarse si realmente lo conoce como cree.
Roderick está decidido a lo largo de la narración a desenterrar la verdadera historia del adulterio de Víctor, el motivo real del primo Francis para visitar Gran Bretaña y la motivación de Nettie para registrarse en Wisteria Lodge.
En El fragor del día "todo el mundo parece atrapado en la historia de otra persona". Las relaciones de cualquier tipo dependen del lenguaje, de qué se habla y cómo: "La 'historia' que Harrison le cuenta a Stella sobre Robert, y luego las historias que nos cuenta esta novela sobre lo que tanto Stella como Harrison hacen con eso La historia tiene sus consecuencias públicas directas". A menudo se utilizan un lenguaje y código indirectos. Se discuten dos formas diferentes de contar, en cuanto a la forma en que Louie y Connie las producen y consumen. Además, la guerra en Londres adquiere una dimensión ficticia, vista "como una narración"  y como "sacada de un thriller".
Stella se vuelve especialmente sensible hacia la forma en que se narran ciertos acontecimientos, como su divorcio. "Bowen deja muy claro que no es la autora de El calor del día quien está construyendo estos dos pasados, sino la propia Stella. También enfatiza que contar historias es el mecanismo que tenemos para percibir y recordar el pasado: “'Quien haya sido la historia, dejo que sea mía. Lo dejé pasar y más... llegó a ser mi historia y me apegué a ella'”. Uno de los argumentos más fuertes que Robert utiliza para justificar su acto de traición es una crítica de los discursos públicos y oficiales: “¿No entiendes que todo ese lenguaje relacionado con la nación es moneda muerta?” 

### Lugar
Stella no se instala en un piso concreto, sino que pasa de uno a otro, lo que simboliza la fugacidad de su vida. Las descripciones de sus pisos a menudo parecen ser un reflejo de su actitud en determinados momentos: antes de recibir una visita crucial de Harrison, "había dejado la puerta de la calle abierta y la puerta de su apartamento, al final de las escaleras, entreabierta". Como buen espía misterioso, "el propio Harrison no tiene dirección".
Las casas se describen, a diferencia de los pisos de Stella en Londres, como lugares apartados y autónomos que brindan una perspectiva de los acontecimientos que suceden en Londres. Holme Dene, la casa familiar de Robert en Midlands, desprende un aura de misterio y engaño: "aunque de apariencia antigua, en realidad no lo era. Las vigas de roble, para ser sinceros, eran imitaciones". Además, está dominada por una jerarquía rígida encabezada por la madre de Robert: era "la casa de la señora Kelway". Finalmente, en el ambiente de la "casa devoradora de hombres"  la masculinidad de Robert es fetichizada debido al hecho de que es el único hijo y miembro masculino de la familia que queda vivo (a excepción de su joven sobrino). "En contraste con Holme Dene está la tradicional santidad y belleza de Mount Morris"  Roderick hereda Mount Morris, una casa de campo en Irlanda desde donde se le informa a Stella sobre un importante avance del ejército británico: "'¡Montgomery ha terminado!.... Es la guerra que está cambiando'".
Londres. La acción de la novela se sitúa en su mayor parte en Londres, lo que contrasta con las visitas de algunos de los personajes al campo. Por lo general, no hay destrucción material ni descripciones detalladas del paisaje urbano. Sin embargo, Louie, como muchos otros personajes, está atrapado en la ciudad debido a los acontecimientos actuales: "Ella ahora... nunca salió de Londres, ya que no tenía adónde ir".

### Guerra
Aunque los acontecimientos ocurren principalmente durante la Segunda Guerra Mundial, la violencia de la guerra suele estar ausente de la narración: "dos años después del Blitz, los londinenses, que ya no estaban traumatizados por las incursiones nocturnas, se estaban aclimatando a la ruina". Más que un período de destrucción material, la guerra funciona más bien como una circunstancia que altera la normalidad en la vida de las personas. Stella le confiesa a Robert: " Somos amigos de las circunstancias: la guerra, este aislamiento, esta atmósfera en la que todo sucede y no se dice nada". Hay, sin embargo, algunos pasajes aislados que tratan de los bombardeos de Londres: "Nunca ninguna estación había sido más sentida... De las brumas de la mañana carbonizadas por el humo de las ruinas, cada día se elevaba a una altura de brillo sin niebla; entre el último atardecer y la primera nota de la sirena, la tensión cada vez más oscura y vidriosa de la tarde se dibujaron perfectamente." 

## Motivos

### Relojes y tiempo natural
La importancia del tiempo y su medida se pone de relieve por la presencia de relojes en la novela, especialmente en las acciones en las que interviene Stella: "Hacía algunos minutos que no había oído las ocho campanadas". El tiempo también se considera medido por procesos naturales: "nada hablaba excepto el reloj... los pétalos se desprendieron de una rosa en el cuenco". Hay un énfasis particular en el tiempo durante los encuentros entre amantes de los espías: "incluso su reloj de pulsera parecía desmentir el tiempo", "sus dos relojes de pulsera... nunca se sincronizaban perfectamente". Además, el tiempo en el aislado Holme Dene parece funcionar de una manera única: "el reloj del pie, por otro lado, debe haber estado allí siempre; el tiempo había obstruido su tictac".

### Fotografías
En los pisos de Stella, las fotografías enfatizan la importancia del pasado y la problemática de la representación. Se dice que "había dos fotografías, aún no enmarcadas... el más joven de los dos hombres era Roderick, el hijo de veinte años de Stella". Las fotografías de Robert en Holme Dene parecen contribuir a la construcción de la identidad de Robert: "sesenta o setenta fotografías, desde instantáneas hasta grupos llenos de gente, habían sido pasadas de moda o enmarcadas... Todas las fotografías mostraban a Robert".

### Ventanas y espejos
Al hacer que Stella mire a través de ventanas y espejos, la autora resalta la importancia de percibir el entorno, sobre todo durante las escenas de conspiración y espionaje: "Sobre las fotografías, colgaba un espejo, en el que, al oír los pasos de Harrison en las escaleras, miró; no a sí misma sino con la idea de estudiar, a un paso más de la realidad, la puerta de esta habitación abriéndose detrás de ella."  Su mirada a través de las ventanas dramatiza el aislamiento y la seguridad parcial en la que los ciudadanos vivieron durante el Blitz en sus hogares, y también simboliza las tensiones entre su autoimagen y cómo puede ser considerada desde el exterior.
Los espejos también subrayan las preocupaciones de Stella sobre su propia apariencia y su identidad tal como la perciben los demás: "Llevó la lámpara para encontrar uno de sus propios reflejos en un espejo y, levantándolo, estudió el rostro romántico que todavía era el suyo".

### Periódicos
Los periódicos son el principal vehículo de difusión de información y propaganda. Además, la novela problematiza la forma en que pueden determinar la percepción que la gente tiene de la guerra: "El punto de Bowen es que estas dos maneras de reaccionar ante los periódicos son fundamentalmente similares: una con una mentalidad descaradamente independiente, la otra buscando frágilmente un sentido de sí mismo, pero ambas atrapadas en la guerra como historia."  En particular, se ve a Louie profundamente afectada por el discurso de los periódicos: "ahora se sentía mal por cualquier parte de sí misma que de alguna manera no encajaba en la imagen de los periódicos... [ella] llegó a amar periódicos físicamente." 

## Adaptación televisiva
Harold Pinter escribió una película para televisión basada en la novela  dirigida por Christopher Morahan en 1989, protagonizada por Patricia Hodge como Stella, Michael York como Robert y Michael Gambon como Harrison.